# Ascari KZ1
La Ascari KZ1 è un'autovettura prodotta in Inghilterra dalla Ascari Cars, casa automobilistica che prende il nome dal famoso pilota italiano Alberto Ascari.
Quest'auto ha una potenza di circa 507 cavalli e una coppia massima di 550 Nm grazie al motore V8 da 4.941 cm³ di fabbricazione BMW.
Con un cambio a 6 marce, un peso di 1350 kg e una forma altamente aerodinamica, accelera da 0 a 100 in poco più di 3.7 secondi e con una velocità massima di 323 km/h si fa strada facilmente nel tortuoso mondo delle super car moderne.
Quest'auto è apparsa anche nel celebre programma televisivo inglese Top Gear, e guidata dal pilota Stig ha fatto segnare il tempo di 1:20,7 facendole guadagnare una delle prime posizioni in classifica.
Complessivamente è stata costruita in soli 50 esemplari.

## Versioni speciali

### KZ1R
La KZ1R è la versione sportiva della KZ1. Realizzata in soli 50 esemplari a partire dal 2005, presenta un propulsore BMW V8 5.0 da 520 cv. Esso fa accelerare la vettura da 0 a 100 km/h in 3,4 secondi, con una velocità massima di 321 km/h. Per contenerne il peso, è stata dotata di un telaio monoscocca in carbonio, mentre per migliorare l'aerodinamica sono stati inseriti uno splitter anteriore e un alettone posteriore fisso. All'interno è stato inserito un roll-bar.